# Пражмовский, Адам (микробиолог)
Адам Пражмовский (25 октября 1853, Седлиски Польша — 20 августа (или 20 сентября) 1920, Краков Польша) — польский микробиолог, член Польской академии знаний (1893—1920).

## Биография
Родился Адам Пражмовский 25 октября 1853 года в Седлисках. Учился в высшей сельскохозяйственной школе в Дублянах. Занимал должность профессора сельскохозяйственных школ в Чернихове (1882-92) и Кракове (1919-20). С 1892 по 1910 год занимал должность директора коммерческого союза сельскохозяйственных кружков в Кракове. С 1919 по 1920 год занимал должность профессора микробиологии и растениеводства Ягеллонского университета в Кракове.
Скончался Адам Пражмовский 20 августа (или 20 сентября) 1920 года в Кракове, не дожив чуть больше месяца до своего 67-летия.

## Научные работы
Основные научные работы посвящены микробиологии и сельскохозяйственному растениеводству. Адам Пражмовский является одним из основоположников польской микробиологии.
- 1880 — Впервые описал клостридий.
- 1888 — Подробно изучил процесс зарождения и развития клубеньковых бактерий на корнях бобовых и назвал их Bacterium radicicola Beijerinkii.
- Впервые описал бактерии, вызывающие маслянокислое брожение.
- Изучал морфологию и онтогенез микробов.
- Одним из первых в мировой науке исследовал явление усвоения атмосферного азота бобовыми растениями.

## Список использованной литературы
- Биологи. Биографический справочник.— Киев.: Наук. думка, 1984.— 816 с.: ил